# Imperium Productions
Imperium Productions war ein deutsches Musiklabel mit Sitz in Recklinghausen, das ab 2005 Tonträger veröffentlichte.  Es wurde gegründet von Century-Media-Mitarbeiter Philipp Schulte, um Vinyl-Versionen von Alben zu veröffentlichen, die es bis zu diesem Zeitpunkt noch nicht in diesem Format gab. Das Genrespektrum umfasste Black Metal, Death Metal und Death Doom.

## Veröffentlichungen (Auswahl)

### Alben
- Dark Fortress – Stab Wounds (2005)
- December Flower – When All Life Ends… (2011)
- Kaamos – Lucifer Rising (2005)
- Nekropol – Messenger of Fallen Angel (2008)
- Nocturnal Vomit – Cursed Relics (2012)
- Ophis – Stream of Misery (2007)
- Runemagick – Enter the Realm of Death (2017)
- Sonne Adam – Transformation (2011)
- Sulphur Aeon – Swallowed by the Ocean's Tide (2013)
- Swallow the Sun – The Morning Never Came (2005)
- Worthless – Grim Catharsis (2016)

### Singles und EPs
- The Curse – Come Forth (2017)
- Deathevokation / Lie in Ruins – An Allegiance in Death (Split-EP, 2009)
- Kever – Primordial Offerings (2019)
- Released Anger / Paganizer – Chapel of Blood / Untitled (Split-EP, 2006)
- Vallenfyre – Desecration (2011)
- Zodiac – Zodiac (2012)